# Departament de Cainguás
Cainguás és un dels disset departaments en els quals es divideix la província de Misiones, a l'Argentina. Es troba al centre de la província. La seva capçalera és la localitat de Campo Grande.

## Superfície i límits
El departament té una superfície de 1.549 km², equivalent a 5,24% del total de la província. Limita amb els departaments de Libertador General San Martín, Guaraní, Oberá, Veinticinco de Mayo i San Ignacio.

## Població
D'acord al Cens Nacional de 2022, vivien al departament 59.953 habitants. Aquest número el convertia en el 7è departament més poblat de la província.